# Waldmohr (Verbandsgemeinde)
Waldmohr est une Verbandsgemeinde (collectivité territoriale) de l'arrondissement de Kusel dans la Rhénanie-Palatinat en Allemagne. Le siège de cette Verbandsgemeinde est dans la ville de Lauterecken.
La Verbandsgemeinde de Waldmohr consiste en cette liste d'Ortsgemeinden (municipalités locales):

Localisation du Verbandsgemeinde de Waldmohr dans l'arrondissement de Kusel

1. Breitenbach
2. Dunzweiler
3. Waldmohr